# Sant Vicenç de Torelló
Sant Vicenç de Torelló (spanisch San Vicente de Torelló) ist eine katalanische Gemeinde (Municipio) mit 2.092 Einwohnern (Stand: 2024) in der Provinz Barcelona im Nordosten Spaniens. 

## Geographie
Sant Vicenç de Torelló liegt etwa 100 Kilometer nordnordöstlich von Barcelona in einer Höhe von ca. 545 m am Río Ges. 

## Demografie
| 1900 | 1930 | 1950 | 1970 | 1981 | 1991 | 2001 | 2011 | 2021 |
| ---- | ---- | ---- | ---- | ---- | ---- | ---- | ---- | ---- |
| 1534 | 1641 | 1848 | 1977 | 1793 | 1702 | 1814 | 2049 | 2077 |

## Sehenswürdigkeiten
- Reste der Burg von Torello
- Vinzenzkirche (Iglesia de San Vicente) aus dem 17. Jahrhundert

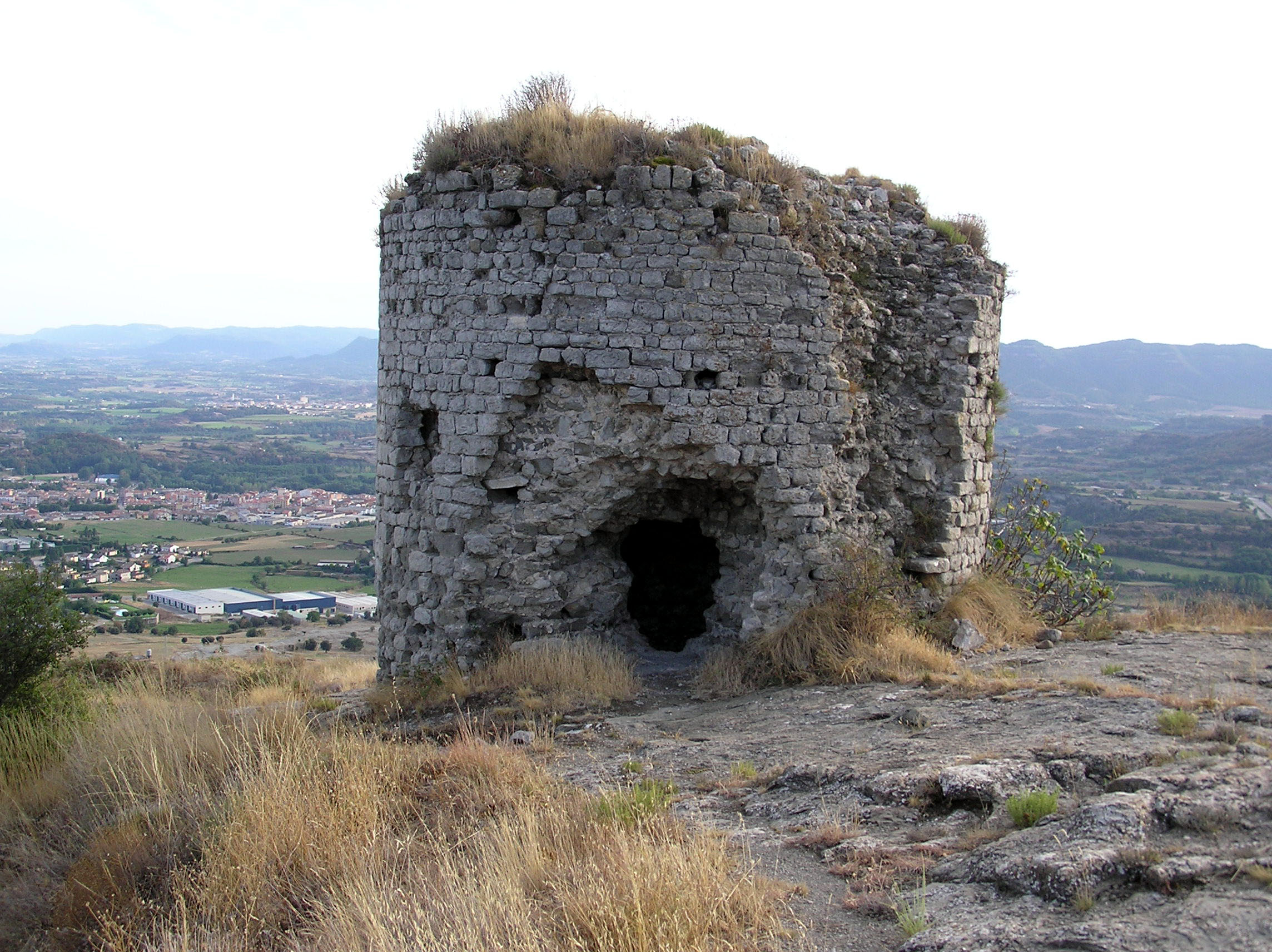
Reste der Burg von Torello
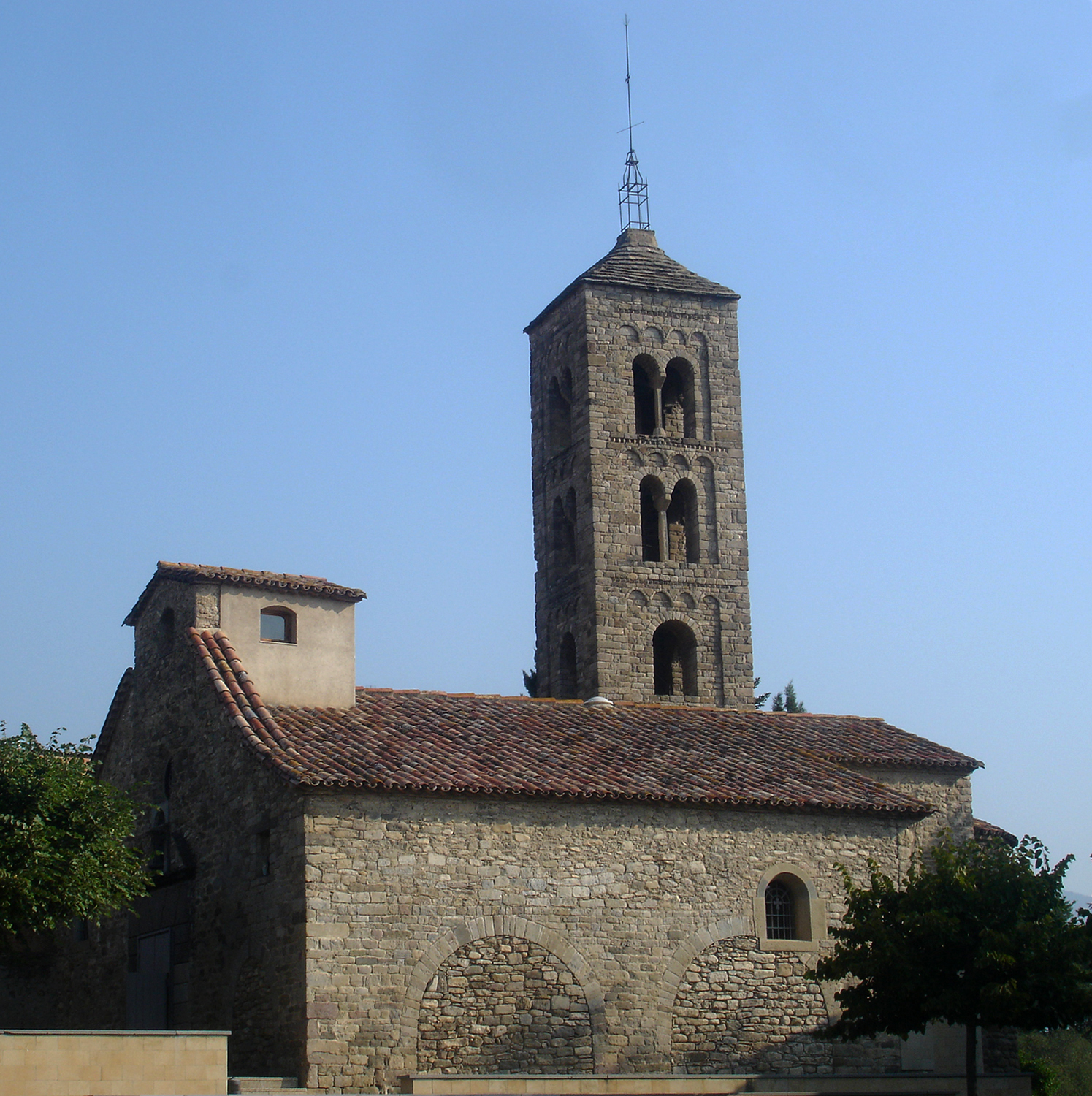
Vinzenzkirche